# Csesznek
Csesznek (niem. Zeßnegg, słow. Česnek, chorw. Česneg, polska wymowa: czesnek) – wieś i gmina w północno-zachodniej części Węgier, w komitacie Veszprém, w powiecie Zirc.

## Nazwa
Pierwsza wzmianka o miejscowości o nazwie Cezneyc pochodzi ze źródeł, które dotrwały do naszych czasów z XIII w. Później znana jest pod nazwami Csesztnök, Cseszneg(h). W urzędowym spisie miejscowości na Węgrzech z 1773 r. występuje jako Cseszneg. Nazwa pochodzi od słowiańskiego słowa cześnik, čestnik, określającego dostojnika pełniącego urząd na dworze królewskim.

## Położenie
Miejscowość leży w Lesie Bakońskim, 11 km na północ od Zircu przy drodze krajowej nr 82, tuż obok Bakonyszentkirály. Frigyes Pesti w napisanym ręcznie zbiorze nazw miejscowości z 1864 r. określa miejscowość jako Csesznek, a leżące obok ruiny zamku jako Cseszneg.

## Zamek
W granicach gminy znajdują się ruiny zamku. Wybudował go przypuszczalnie ok. 1263 r. Jakab, pochodzący z rodu Bána żupan trenczyński, miecznik króla Beli IV, który przypuszczalnie był założycielem rodu Cseszneky. Potomkowie żupana Jakaba na początku XIV w. sprzedali zamek rodowi Csák, a od nich w 1326 r. przejął go król Karol Robert. Zamek pozostał w rękach królewskich do 1392 r., kiedy król Zygmunt Luksemburski wymienił go z rodem Garai na banat Macsó. Ród Garai w znacznym stopniu rozbudował zamek. W 1482 r. wygasła męska linia rodu Garai. Król Maciej Korwin przekazał cseszneckie posiadłości Stefanowi Zápolyi. W 1527 r. Bálint Török z Enyingu, stronnik Ferdynanda I Habsburga, zdobył zamek i utrzymał go również wtedy, gdy przeszedł do obozu Jana Zápolyi.
W 1542 r. ponownie został zamkiem królewskim, po czym Ferdynand I Habsburg nadał go Istvánowi Csabyemu, dowódcy zamku w Egerze, po którym odziedziczyli go jego spadkobiercy, Lőrinc Wathay i Sebestyén Szelestey. W 1561 r. Wathay z sukcesem odparł tureckie oblężenie. W 1594 r. po upadku Győru załoga poddała zamek bez walki, ale już w 1598 r. udało się go odbić. Na przełomie XVI i XVII w. znowu trafił w posiadanie rodu Cseszneky. Następnie został zajęty przez oddziały Istvána Bocskaya i Gábora Bethlena. W 1635 r. kupił go baron Dániel Esterházy i od tego momentu Csesznek stał się własnością rodu Esterházych.
W czasie powstania Rakoczego kurucowie zdobyli zamek 1705 r. i do 1709 r. utrzymali go w swoich rękach. Hrabia Ferenc Esterházy przebudował go ok. 1750 r., ale nie udało mu się uzyskać efektów zaspokajających potrzeby rodziny i od końca XVIII w. używany był już tylko do celów gospodarczych i jako więzienie. Trzęsienie ziemi z 1811 r. i o dziesięć lat późniejszy pożar dopełnił dzieła zniszczenia. W 1828 r. wzmiankowany jest już tylko jako ruina.
Resztki budowli poddano pracom konserwacyjnym w latach 70. XX wieku.
W 2015 r. w ramach pierwszego etapu odbudowy na terenie dolnego zamku powstał budynek recepcji, odtworzono dolną bramę, mur oporowy przy drodze dojazdowej i wschodnią ścianę. Wybrukowano prowadzącą do góry drogę dojazdową i utworzono obok niej tereny zielone, wykonano odprowadzenie wód opadowych oraz iluminację zamku. Zamek jest obecnie miejscem atrakcyjnych programów kulturalnych i turniejów rycerskich.

## Wieś
Należąca do zamku wieś została wymieniona po raz pierwszy 1372 r. Później znana była jako Vámhegy. W 1683 r. wojska wielkiego wezyra Kara Mustafy zniszczyły wieś. Ponownie została założona jako niezależna wieś pańszczyźniana w połowie XVIII wieku. Jej mieszkańcy w XVI w. przeszli na protestantyzm, ale XVIII-wieczni osiedleńcy byli w większości katolikami. Obecnie wierni mają do dyspozycji kalwiński dom modlitwy i kościół katolicki. W 2002 r. powstało Cseszneki Falufejlesztő Egyesület (Czesneckie Stowarzyszenie Rozwoju Wsi), a w 2007 r. Cseszneki Művésztelep Egyesület, organizacja kulturalna, której celem jest stworzenie we wsi stałej galerii sztuki.

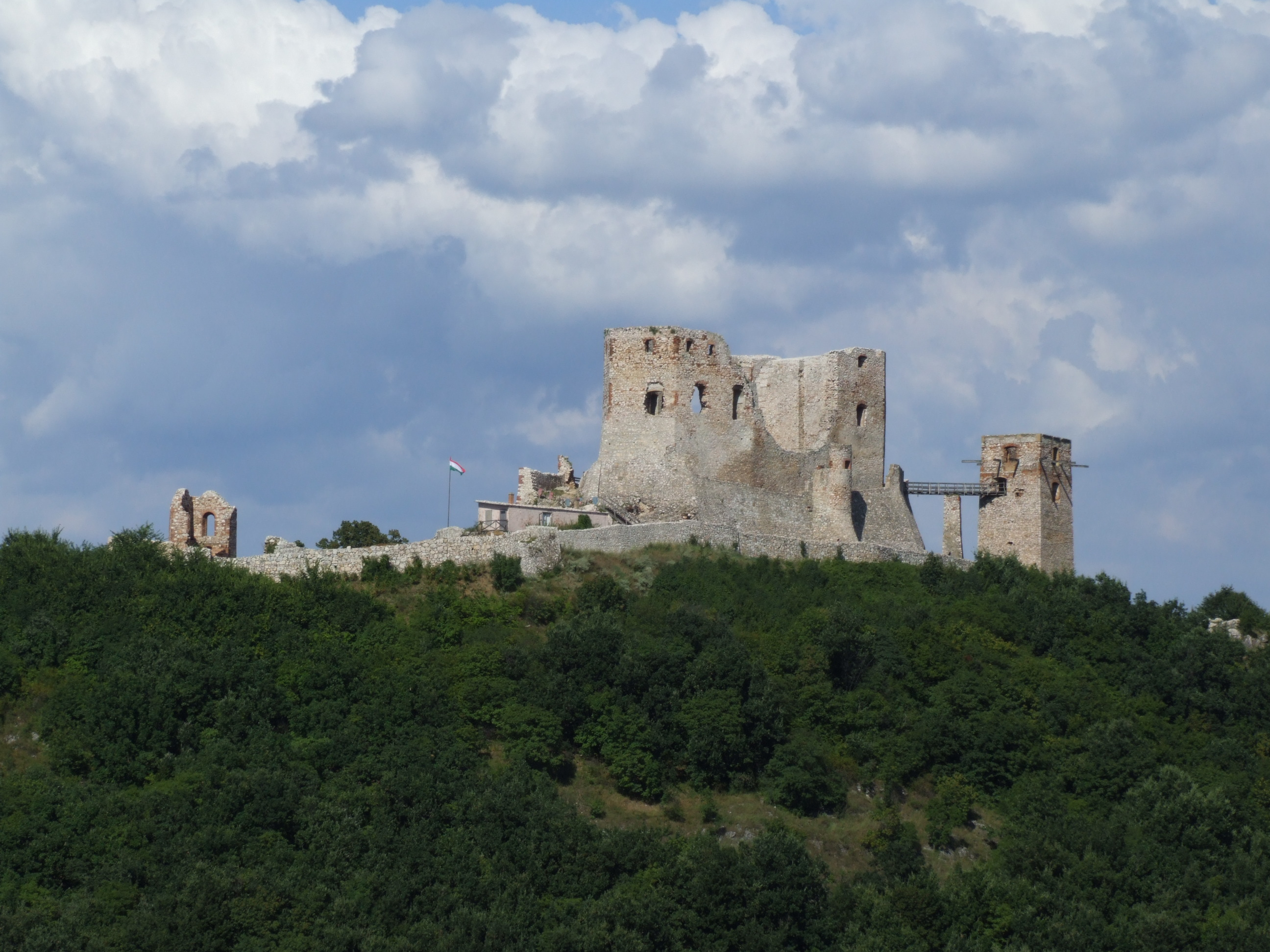
Ruiny zamku w Cseszneku

## Atrakcje turystyczne
- Ważniejszymi naturalnymi atrakcjami są Ördög-rét (Diabelska łąka), a Remete-lyuk (Dziura pustelnika) i Zsivány-barlang (Jaskinia łotrów). Parki przy Górze zamkowej i Gézaháza są obszarami chronionymi.
- Popularna jest turystyka wiejska. Wieś i okolica jest ulubionym miejscem wypoczynku. Okoliczne pensjonaty zapewniają spokój i wygodę.
- Zamek
- Latem 2013 r. utworzono w pobliżu zamku pierwszą na Węgrzech via ferratę[6].